# Affaire de la vente de passeports comoriens

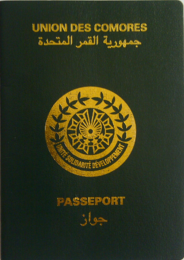
Couverture d'un passeport comorien

Le scandale de la vente de passeports comoriens est un affaire de corruption, de détournement de fonds publics, de pots-de-vin et de blanchiment d'argent liée à un programme de citoyenneté par investissement lancé par le gouvernement des Comores. Les recettes du programme étaient destinées à financer le développement du pays, mais ont été détournées par les auteurs du stratagème, parmi lesquels figurent l’homme d’affaires syrien en fuite Bashar Kiwan et deux anciens présidents comoriens.
Le projet de loi sur la citoyenneté économique des Comores de 2008, qui a instauré le programme de citoyenneté par investissement a été initialement présenté à l'Assemblée nationale comorienne par les instigateurs comme une opportunité d’attirer des investissements étrangers en provenance de riches investisseurs du Golfe. Cependant, une fois adopté, il a été promu auprès des gouvernements des Émirats arabes unis et du Koweït comme un accord visant à vendre en masse des citoyennetés comoriennes afin qu’elles puissent être librement distribuées aux apatrides (bidoun) résidant dans ces pays.
En outre, des milliers de passeports auraient été vendus en dehors des circuits officiels par des réseaux qualifiés de « mafia »  à des individus, notamment des Iraniens impliqués dans des secteurs visés par les sanctions internationales contre l'Iran , suscitant des inquiétudes parmi les diplomates et responsables de la sécurité occidentaux quant à l’utilisation du programme par des Iraniens pour contourner les sanctions.
En 2018, le gouvernement comorien a annoncé dans un communiqué officiel que la citoyenneté comorienne avait été vendue à 52 000 étrangers, et que l’État aurait dû percevoir 260 millions de dollars de recettes, soit une somme équivalente à 40 % de son produit intérieur brut. À ce jour, d’importantes sommes d’argent restent introuvables.
Les passeports ont été imprimés en Belgique par Semlex Group, une entreprise belge spécialisée dans les documents biométriques, détenue et dirigée par l’homme d’affaires syro-belge Albert Karaziwan.
Le programme a été suspendu par le président comorien Azali Assoumani à la suite de sa victoire à l’élection présidentielle comorienne de 2016. 
En août 2018, l’ancien président comorien  Ahmed Abdallah Mohamed Sambi, l’homme d’affaires syro-français Bachar Kiwan, ainsi que plusieurs de leurs associés ont été officiellement inculpés de corruption et de détournement de fonds publics dans le cadre du scandale de la vente de passeports comoriens.
Du 21 au 24 novembre 2022, Ahmed Abdallah Sambi, Bachar Kiwan, Majd Suleiman et d'autres dirigeants de Comoro Gulf Holdings ont été jugés pour haute trahison, détournement de fonds et blanchiment d’argent portant sur des fonds publics comoriens prétendument détournés du programme de citoyenneté économique,. Sambi a été reconnu coupable et condamné à la réclusion à perpétuité, l’ancien vice-présidentMohamed Ali Soilihi a été condamné à 20 ans de prison, et Bachar Kiwan à 10 ans.

## Arrière-plan

### Origine
Comoro Gulf Holdings (CGH) et la loi comorienne de 2008 sur la citoyenneté économique

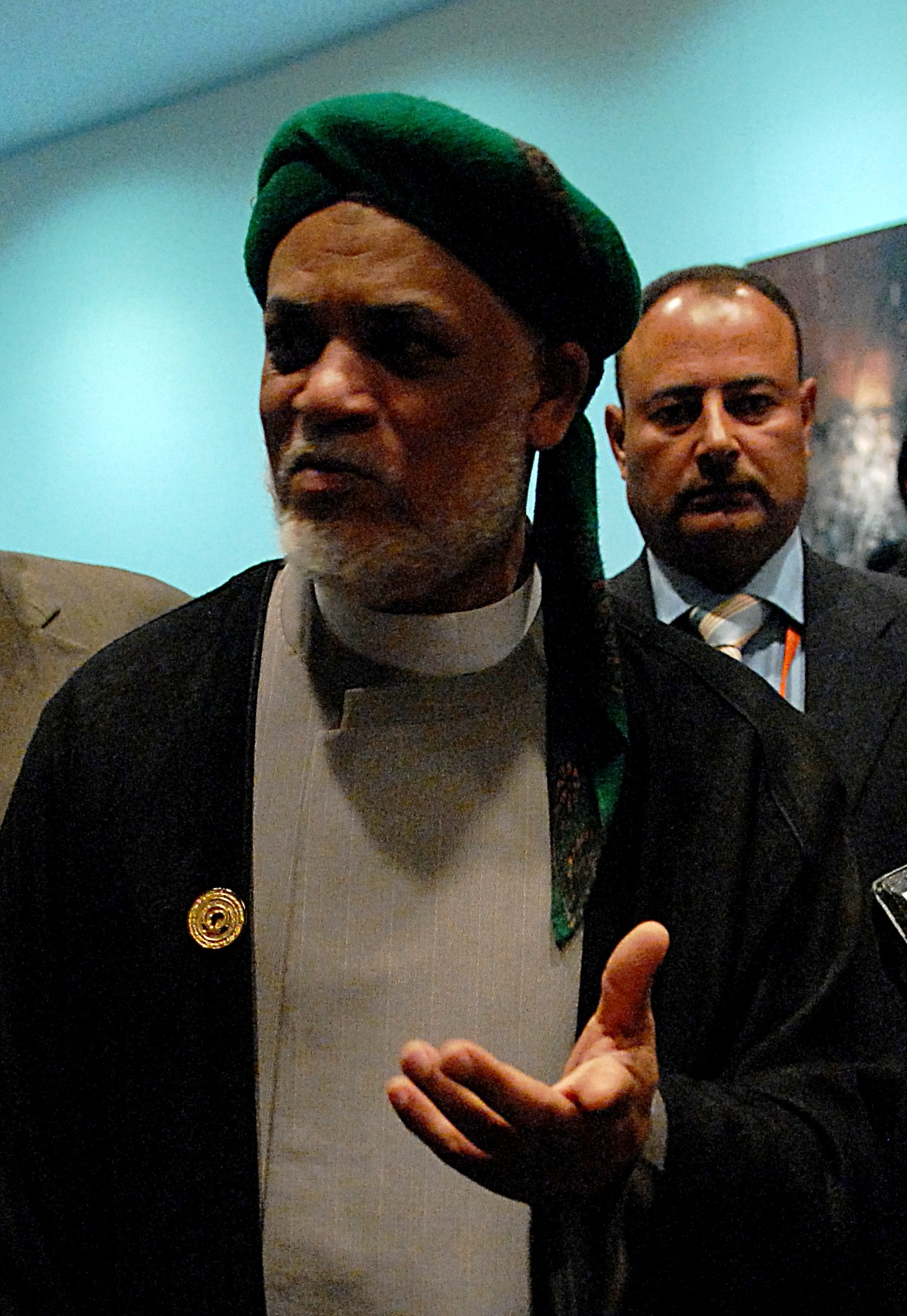
Ex-président comorien (2006-2011) Ahmed Abdallah Sambi

L’origine du programme de vente de passeports comoriens remonte à l’homme d’affaires franco-syrien Muhammad Bashar Kiwan, qui, en 2006, a commencé à faire pression sur le législateur comorien pour l’adoption d’un programme controversé de citoyenneté par investissement, dans lequel son proche collaborateur, l’ancien président comorien Ahmed Abdallah Sambi, aurait le pouvoir discrétionnaire d’accorder la citoyenneté. Des promesses d’un investissement de plus de 100 millions de dollars au nom de riches investisseurs du Golfe ont été faites par Comoro Gulf Holdings (CGH), une société enregistrée au Koweït et dirigée par Bachar Kiwan, afin de convaincre les législateurs comoriens d’adopter la législation. En 2008, Said Attoumani, ancien ministre comorien chargé de la promotion des investissements étrangers, a salué les 100 millions de dollars attendus de la part des investisseurs du Golfe en soutien au projet de loi,. Lors d’un débat au Parlement comorien en juillet 2008, les députés ont rejeté le projet de loi sur la citoyenneté économique, estimant qu’il équivalait à mettre aux enchères la nationalité comorienne.

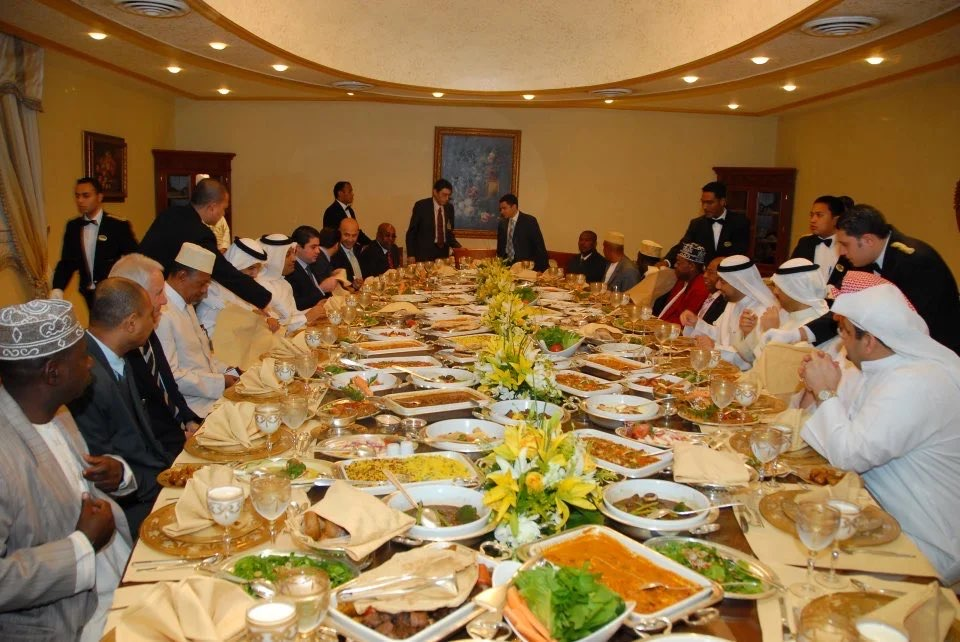
Les dirigeants de Comoro Gulf Holdings, Bashar Kiwan, Majd Suleiman, Cheikh Sabah Jaber Mubarak Al-Sabah et Mohammed Al-Otaibi — photographiés lors d’un dîner avec des membres du parlement comorien à l’hôtel Sheraton, à Koweït City, en octobre 2008.

La nouvelle loi a été adoptée en novembre 2008 après un certain nombre de missions « d'enquête » menées par des politiciens comoriens au Koweït et aux Émirats arabes unis, organisées par les partenaires de Comoro Gulf Holdings, Bachar Kiwan, Majd Suleiman, Cheikh Sabah Jaber Mubarak Al-Sabah et Mohammed Abdulaziz Al-Otaibi,, au cours desquelles « les députés ont reçu des ordinateurs portables et d'autres cadeaux ». Après l'adoption de la loi, l'ancien secrétaire général du parlement des Comores, Aboubacar Said Salim, a été embauché par Comoro Gulf Holdings (CGH),.

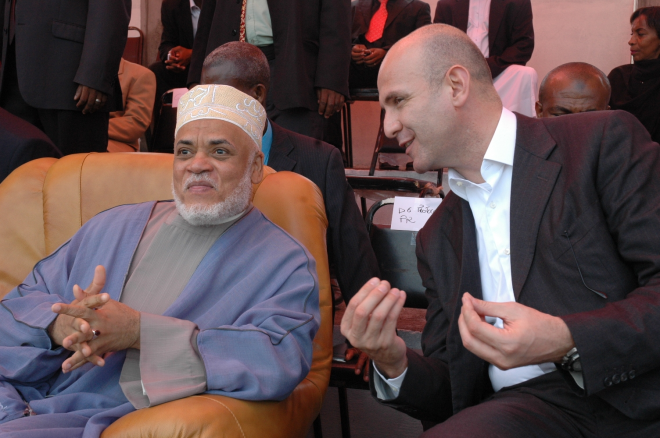
L'ancien président des Comores Ahmed Abdallah Sambi avec l'homme d'affaires franco-syrien Bashar Kiwan au stade Said Mohamed Cheikh en 2009

Dans un câble diplomatique divulgué en 2009, des responsables diplomatiques américains aux Comores ont demandé à leurs collègues du Golfe davantage d'informations sur Bachar Kiwan, dont la société, Comoro Gulf Holdings (CGH) « a activement et ouvertement fait pression en faveur d'une « loi controversée sur la citoyenneté économique » qui a semblé être rejetée, puis a été adoptée à l'Assemblée nationale. »,.

Le câble américain a ajouté :
Pris au pied de la lettre, CGH apparaît comme un promoteur disposant de financements limités, mais avec une vision à long terme visant à faire des Comores une destination touristique prisée par les pays du Golfe. Compte tenu des années de stagnation économique, il n’est pas surprenant que le gouvernement du président Sambi ait accueilli favorablement ces investisseurs. Même la promotion active de la loi sur la citoyenneté économique pourrait être interprétée comme un effort visant à attirer et sécuriser les investissements. Pourtant, certains éléments ne semblent pas cohérents, et il convient de se demander si l’influence croissante de CGH aux Comores est réellement sans arrière-pensée.
Ahmed Abdallah Sambi a travaillé en étroite collaboration avec Comoro Gulf Holdings (CGH) durant sa présidence (2006-2011), période au cours de laquelle la société a monopolisé l’investissement et le développement aux Comores, contrôlant des secteurs clés tels que les médias, la banque, le tourisme, les voyages et la construction. En 2007, Sambi a nommé Kiwan au poste de consul honoraire des Comores au Koweït.

### Ventes

#### Bidounes
Après l’adoption de la loi sur la citoyenneté économique, Bachar Kiwan a promu l’opportunité d’acheter en masse des passeports comoriens auprès des gouvernements du Koweït et des Émirats arabes unis, afin qu’ils soient distribués à leurs populations locales de  Bidounes (résidents apatrides),; Selon l’ancien président Ahmed Abdallah Sambi, les Émirats arabes unis se sont engagés à verser 200 millions de dollars en échange de la naturalisation de 4 000 familles bidounes, qui obtiendraient des documents de citoyenneté comorienne,. En 2014, Mazen Al-Jarrah Al-Sabah, sous-secrétaire adjoint aux affaires de citoyenneté et des passeports au ministère koweïtien de l’Intérieur, a déclaré dans une interview que le gouvernement koweïtien négociait avec les Comores pour offrir la citoyenneté comorienne à ses Bidounes en échange d’avantages économiques. Il a précisé que le processus commencerait dès qu’une ambassade des Comores ouvrirait au Koweït dans les mois suivLe projet a finalement été abandonné à la suite de critiques de la part des parlementaires koweïtiens.

#### Iran
Selon des documents consultés par Reuters, plus de 300 passeports comoriens ont été vendus à des Iraniens alors qu'Ahmed Abdallah Sambi était président. Sous son successeur, Ikililou Dhoinine, les ventes de passeports aux Iraniens se sont poursuivies. Le ministre comorien des Affaires étrangères, Souef Mohamed El Amine, a déclaré que « la grande majorité des personnes ayant obtenu des passeports (en dehors du programme officiel) sont d'origine iranienne ou travaillent pour l'Iran », une situation qui a « créé des problèmes pour les Comores vis-à-vis de nos partenaires du Golfe, notamment l'Arabie saoudite et les Émirats arabes unis ».

### Enquête parlementaire
En 2016, Azali Assoumani a été élu président et a mis en place en 2017 une commission d’enquête parlementaire pour enquêter sur le programme d’octroi de la citoyenneté aux Émirats arabes unis et au Koweït pour les Bidoun. La commission a convoqué Albert Karaziwan, propriétaire et PDG de Semlex Group, la société qui avait imprimé les passeports comoriens en septembre 2017, dans l'espoir qu'il témoigne. Semlex a déclaré que Karaziwan serait disponible pour un interrogatoire en novembre, mais il ne s'est pas présenté à l'interrogatoire. En 2018, la commission a publié un rapport révélant que les Émirats arabes unis avaient informé les autorités comoriennes en 2013 que des centaines de passeports avaient été vendus en dehors du programme Bidoune. Le rapport accuse les anciens présidents comoriens Ahmed Abdullah Sambi et Ikililou Dhoinine d'être « impliqués dans une fraude systématique » et appelle à des poursuites pénales contre les deux hommes. Le rapport affirme que des milliers de passeports ont été vendus en dehors des canaux officiels par des « réseaux mafieux »  et que jusqu'à 100 millions de dollars de revenus provenant de la vente de passeports n'ont pas été reçus par le gouvernement et ont disparu. Le rapport affirme également qu'Ahmed Abdullah Sambi et Bachar Kiwan ont détourné respectivement 105 millions et 29 millions de dollars provenant du système de vente de passeports. Il a été constaté que l’État avait subi une perte de revenus de 971 millions de dollars en raison de la mauvaise gestion et de la corruption, soit environ 80 % du produit intérieur brut.

Selon le ministre des Affaires étrangères Souef Mohamed El Amine :
« Il y a eu de l'argent qui n'est jamais parvenu au Trésor. Nous devons le récupérer auprès de ceux qui en ont profité, y compris les étrangers. » 
L'enquête parlementaire a révélé que plus de 2 800 passeports diplomatiques comoriens avaient été délivrés depuis 2008, ce qui est inhabituellement élevé pour un pays d'environ 800 000 habitants. Au cours de la même période, au moins 184 passeports diplomatiques ont été vendus à des non-Comoriens.

## Poursuite
En janvier 2018, la police belge a perquisitionné le siège du groupe Semlex à Bruxelles, ainsi que le domicile d’Albert Karaziwan. Un porte-parole du parquet fédéral belge a déclaré que ces perquisitions étaient liées à une affaire présumée de blanchiment d’argent et de corruption. En mai 2018, les forces de l’ordre comoriennes ont perquisitionné les bureaux du groupe Semlex aux Comores dans le cadre de leur enquête sur la vente de passeports. La commission d’enquête parlementaire avait conclu que le neveu de l’ancien président Sambi « pouvait aller imprimer autant de passeports qu’il le souhaitait » dans l’imprimerie du groupe Semlex en Belgique. 
En août 2018, les autorités comoriennes ont inculpé l’ancien président Ahmed Abdallah Sambi et Bachar Kiwan pour corruption, détournement de fonds publics et falsification, en lien avec les ventes de passeports comoriensSambi a été incarcéré et, en septembre 2018, il a fait appel auprès de la Cour suprême pour obtenir un accès illimité à son avocat afin d’assurer sa défense dans l’affaire de corruption. 
Du 21 au 24 novembre 2022, Ahmed Abdallah Sambi, Mohamed Ali Soilihi, Bashar Kiwan, Majd Suleiman et d’autres dirigeants de Comoro Gulf Holdings ont été jugés pour haute trahison, détournement de fonds et blanchiment d’argent de fonds publics comoriens, prétendument détournés dans le cadre du programme de citoyenneté économique, Sambi a été reconnu coupable et condamné à la réclusion à perpétuité, l’ancien vice-président Mohamed Ali Soilihi à 20 ans de prison, et Bachar Kiwan à 10 ans de prison. 